# Eleonora Morana
Eleonora Morana (Milano, 13 settembre 1922 – Legnago, 23 agosto 2011) è stata un'attrice italiana.

## Biografia
Eleonora Morana è stata definita dalla critica una simpatica interprete di comprimari dalla "bellezza irregolare". Nei suoi circa quaranta ruoli cinematografici e televisivi tra il 1958 e il 1983, ha spesso interpretato feroci governanti e curiose serve; ha accennato al fatto di essere in grado di fare di più dello stereotipo stabilito dai produttori, a cui raramente è sfuggita.

## Filmografia

### Cinema
- Ricordati di Napoli, regia di Pino Mercanti (1958)
- I pirati della costa, regia di Domenico Paolella (1960)
- Le signore, regia di Turi Vasile (1960)
- Le avventure di Mary Read, regia di Umberto Lenzi (1961)
- L'oro di Roma, regia di Carlo Lizzani (1961)
- Gli eroi del doppio gioco, regia di Camillo Mastrocinque (1962)
- Diciottenni al sole, regia di Camillo Mastrocinque (1962)
- L'invincibile cavaliere mascherato, regia di Umberto Lenzi (1963)
- Oltraggio al pudore, regia di Silvio Amadio (1964)
- Con rispetto parlando, regia di Marcello Ciorciolini (1965)
- Per un pugno di canzoni, regia di José Luis Merino (1966)
- Zorro il ribelle, regia di Piero Pierotti (1966)
- I giorni dell'ira, regia di Tonino Valerii (1967)
- Don Chisciotte e Sancio Panza, regia di Giovanni Grimaldi (1968)
- Quarta parete, regia di Adriano Bolzoni (1968)
- Zorro marchese di Navarra, regia di Franco Montemurro (1969)
- Armiamoci e partite!, regia di Nando Cicero (1971)
- Storia di fifa e di coltello - Er seguito d'er più, regia di Mario Amendola (1972)
- Girolimoni, il mostro di Roma, regia di Damiano Damiani (1972)
- Il fiore dai petali d'acciaio, regia di Gianfranco Piccioli (1972)
- Storia di una monaca di clausura, regia di Domenico Paolella (1973)
- Storia proibita di Don Galeazzo, curato di campagna, regia di Emanuele Di Cola (1973)
- Innocenza e turbamento, regia di Massimo Dallamano (1974)
- La polizia chiede aiuto, regia di Massimo Dallamano (1974)
- Libera, amore mio!, regia di Mauro Bolognini (1975)
- Macchie solari, regia di Armando Crispino (1975)
- Il medaglione insanguinato, regia di Massimo Dallamano (1975)
- Amore vuol dir gelosia, regia di Mauro Severino (1975)
- Caro Michele, regia di Mario Monicelli (1976)
- Telefoni bianchi, regia di Dino Risi (1976)
- Oedipus orca, regia di Eriprando Visconti (1977)
- Il marito in collegio, regia di Maurizio Lucidi (1977)
- Il buon soldato, regia di Franco Brusati (1982)
- Storia di ragazzi e di ragazze, regia di Pupi Avati (1989)

### Televisione
- Medea – film TV (1957)
- Umiliati e offesi – miniserie TV (1958)
- Cagliostro – film TV (1961)
- Assassinio nella Cattedrale – film TV (1966)
- Il mistero – film TV (1967)
- Il circolo Pickwick – serie TV (1968)
- Stasera Fernandel – serie TV (1968)
- I fratelli Karamazov – miniserie TV (1969)
- I racconti di Padre Brown – serie TV (1971)
- La figlia di Iorio – film TV (1974)
- Una città in fondo alla strada – miniserie TV (1975)
- Dov'è Anna? – miniserie TV (1976)
- Il garofano rosso – miniserie TV (1976)
- Il giovane dottor Freud – miniserie TV (1982)
- Parole e sangue – miniserie TV (1982)
- Quer pasticciaccio brutto de via Merulana – miniserie TV (1983)

## Doppiatrici
- Rosetta Calavetta in Zorro marchese di Navarra
- Lydia Simoneschi in Storia di una monaca di clausura
- Wanda Tettoni in La polizia chiede aiuto
- Benita Martini in Macchie solari
- Angiolina Quinterno in Il medaglione insanguinato